# 利茲波因特 (新澤西州)
利茲波因特（英語：Leeds Point）是位於美國新澤西州大西洋縣的普查規定居民點。

## 人口
根據2020年美國人口普查的數據，利茲波因特的面積為0.63平方千米，皆為陸地。當地共有人口205人，而人口密度為每平方千米325.4人。